# Водне життя зі Стівом Зіссу
Водне життя зі Стівом Зіссу — американська пригодницька комедійно-драматична стрічка 2004 року, написана Весом Андерсоном і Ноа Баумбахом та знята Андерсоном. Це четвертий повнометражний фільм Андерсона, який вийшов на екрани США 25 грудня 2004 року.
Білл Мюррей зіграв Стіва Зіссу, ексцентричного океанографа, який вирішив помститися "акулі-ягуару", що з'їла його напарника Естебана. Зіссу є одночасно пародією і вшануванням французького піонера підводного плавання Жака Кусто, якому присвячено фільм. Фільм отримав змішані відгуки і провалився в прокаті. За десятиліття після виходу на екрани він став культовим і зараз сприймається більш позитивно як критиками, так і шанувальниками. Згодом він був ремастирований і перевиданий The Criterion Collection у 2014 році.

## Сюжет
«Я буду мстити», — заявив на пресконференції знаменитий океанограф. А мстити він збирався загадкової ягуаровій акулі, яка з'їла, не поперхнувшись, його найкращого друга й помічника. Зібравши різношерсту команду, безстрашний дослідник спрямовується на пошуки свого смертельного ворога.

## Актори
| Актор             | Роль                     |
| ----------------- | ------------------------ |
| Білл Мюррей       | Стів Зіссу               |
| Оуен Вілсон       | Нед Плімптон             |
| Кейт Бланшетт     | Джейн Вінслетт-Річардсон |
| Анжеліка Г'юстон  | Елеонора Зіссу           |
| Віллем Дефо       | Клаус Даймлер            |
| Джефф Голдблюм    | Алістер Хеннесі          |
| Майкл Гембон      | Озері Дракуліас          |
| Бад Корт          | Білл Убелл               |
| Ноа Тейлор        | Володимир Володарський   |
| Сеу Джордж        | Пеле Дос Сантос          |
| Робін Коен        | Анн-Марі Саковіц         |
| Сеймур Кассель    | Естебан дю Плантьє       |
| Павел Вдовчак     | Рензу П'єтро             |
| Нільс Коїдзумі    | Боббі Огата              |
| Антоніо Монда     | Антоніо Монда            |
| Ізабелла Блоу     | Антонія Кук              |
| Варіс Ахлуваліа   | Вікрам Рей               |
| Метью Грей Габлер | Ніко (Інтерн #1)         |